# Delfort

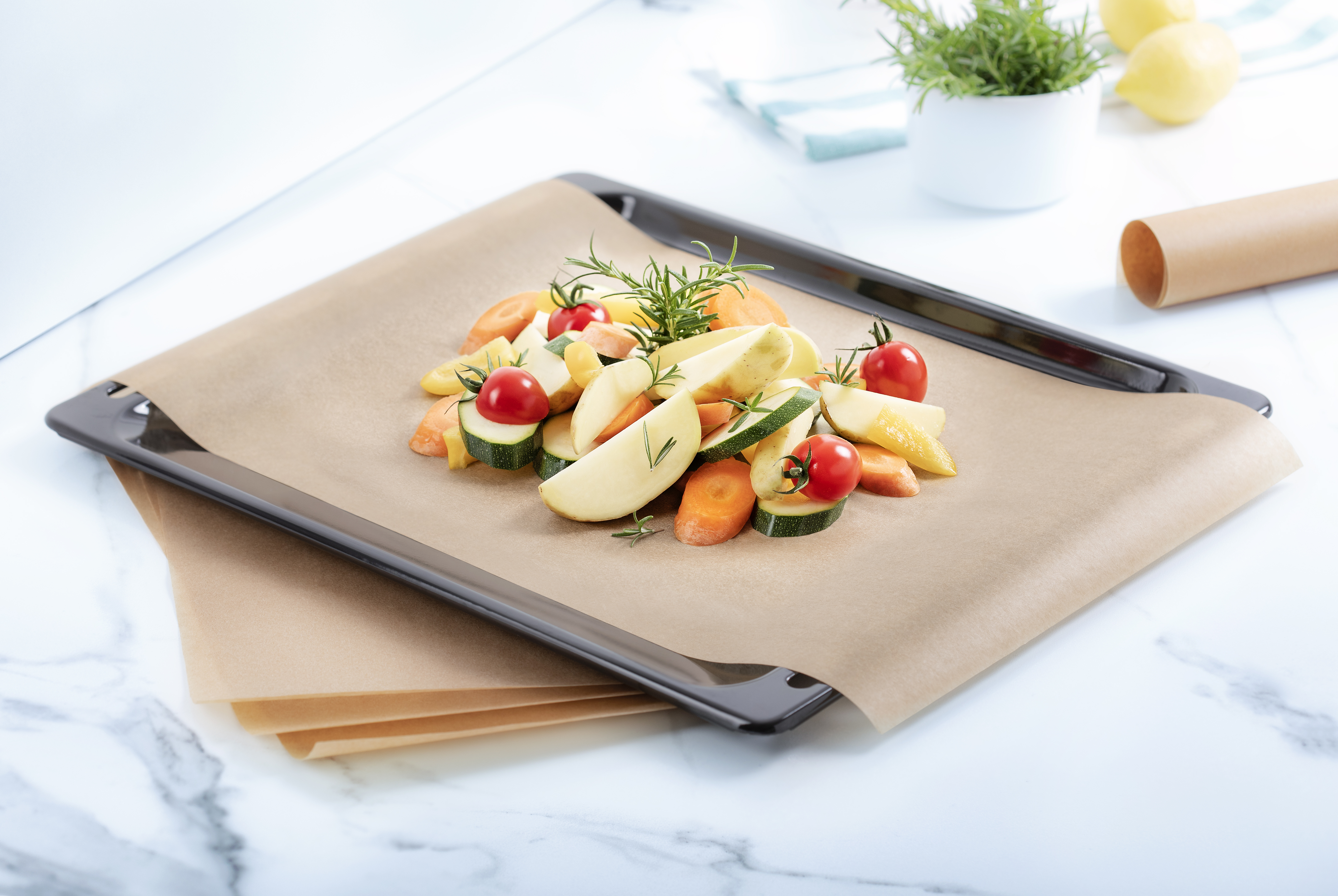
Basispapiere für Backpapiere

delfort ist eine österreichische Unternehmensgruppe, die funktionale Spezialpapiere entwickelt, produziert und vertreibt. Die Unternehmensgruppe ist in Europa, Amerika und Asien tätig und beschäftigt weltweit über 2.000 Mitarbeiter.
Die Unternehmensgruppe hat ihren Sitz in Traun in Oberösterreich. Sie ging 2006 aus der Spaltung des Trierenberg-Konzerns hervor. Der Umsatz betrug im Jahr 2023 1.135 Millionen Euro. Die Vorstände des Unternehmens sind Martin Zahlbruckner, Roland Faihs sowie Christoph Steger.
Zu delfort zählen neben der Papierfabrik Dr. Franz Feurstein GmbH auch die Papierfabrik Wattens GmbH & Co KG in Tirol, Dunafin Kst. in Ungarn, die Papierfabrik OP Papírna, s.r.o. in Tschechien, die Papierfabrik Tervakoski Oy in Finnland, Wattens Vietnam im asiatischen Raum sowie die Converter Mundet in Mexiko und den USA. Ende 2018 akquirierte delfort das deutsche Familienunternehmen Benkert in Herne. 2019 wurde des Weiteren das bulgarische Unternehmen Flexprint Ltd in die Unternehmensgruppe integriert.

## Produkte
delfort stellt Spezialpapiere für verschiedene Anwendungen und Branchen her, vor allem Zigarettenpapier, Filterhüllpapier, Mundstücksbelagspapier, Dünndruckpapier, Etikettenbasispapier und flexibles Verpackungspapier. Neben der Tabakindustrie findet man die Papiere des Unternehmens beispielsweise in religiösen Werken, als Beipackzettel in Medikamenten, als Labels auf Handelswaren, als Verpackung bei verschiedenen Lebensmittelherstellern oder als Backpapier.